# Meshuggah
Meshuggah es una banda sueca de metal extremo formada en Umeå en 1987. La formación actual de la banda incluye al vocalista principal Jens Kidman, los guitarristas Fredrik Thordendal y Mårten Hagström, el baterista Tomas Haake y el bajista Dick Lövgren. Desde su formación, la banda ha lanzado nueve álbumes de estudio, seis EP y ocho vídeos musicales. Son conocidos por su música extremadamente compleja, experimental, progresiva y difícil de ejecutar, además de ser considerados unos de los creadores del subgénero djent.
La banda surgió en 1985 bajo el nombre de Metallien, formada por el guitarrista Fredrik Thordendal. Grabó varios demos, luego de lo cual se disolvió. Thordendal, sin embargo, continuó tocando con un nombre diferente con nuevos miembros de la banda.
Meshuggah se formó en 1987 por el vocalista principal y guitarrista rítmico Jens Kidman. Este tomó el nombre Meshuggah ( en yiddish: "loco" o "demente ") de un diccionario de jerga callejera estadounidense. La banda grabó varios demos antes de que Kidman se fuera, lo que provocó que los miembros restantes se separaran. Luego, Kidman formó una nueva banda, Calipash, con el guitarrista Thordendal, el bajista Peter Nordin y el baterista Niklas Lundgren. Kidman y Thordendal decidieron restaurar el nombre Meshuggah para la nueva banda.
Meshuggah llamó la atención internacional con su álbum Destroy Erase Improve en 1995 por su fusión de death metal, thrash metal y metal progresivo en tempos rápidos. Desde su álbum de 2002 Nothing, Meshuggah ha utilizado guitarras de ocho cuerdas y riffs graves y rítmicos. La banda ha ganado reconocimiento gracias a sus estructuras complejas y polirrítmicas y por su precisa instrumentación. La banda no ha conseguido mucho éxito en el público mainstream, pero son una de las bandas más famosas de la escena underground extrema, todo esto ha contribuido bastante al reconocimiento de la discográfica Nuclear Blast Records, la única discográfica con la que han firmado y de las primeras bandas de metal extremo en firmar con ellos.
Tras la publicación de Nothing, todos sus álbumes han entrado en la lista del Billboard 200. Su disco obZen alcanzó el puesto 59 y vendió 11 400 copias en su primera semana en los Estados Unidos y 50 000 seis meses después. En 2006 y 2009, Meshuggah fue nominada a un Grammi (el equivalente sueco de los premios Grammy). Desde su formación, Meshuggah ha publicado ocho álbumes de estudio, cinco EP y ocho vídeos musicales y han participado también en festivales como el Download Festival y el Ozzfest.

## Historia

### Nombres, origen yPsykisk Testbild
Meshuggah fue formada en febrero de 1985 en Umeå, Suecia, bajo el nombre Metallien, con el cual lanzaron su primer disco y primer EP de forma homónima en septiembre del mismo año de su formación, un año y medio después ya en 1987 se cambiaron el nombre a Calipash con el cual grabaron una canción llamada "Until We Die" a modo de sencillo de adelanto para su siguiente disco, otro EP titulado de forma homónima que lanzaron al año siguiente. Luego de una serie de conciertos que dieron de manera local, se cambiaron el nombre definitivamente a Meshuggah y entraron al estudio a inicios de 1989 para dar a luz dicho disco el cual titularon Psykisk Testbild. Formaban parte en ese momento el guitarrista Fredrik Thordendal, el bajista Peter Nordin y el vocalista Jens Kidman; tocaron todos en su EP de principios de 1989. En aquella época, Jens Kidman tocaba la guitarra también. Umeå tiene una escena amplia, y mucha gente está implicada en la música rock. Según Jens Kidman hay muchas buenas bandas en Umeå, "probablemente porque no hay mucho que hacer". El hecho de que haya una universidad en Umeå pudo también consolidar la escena metalera. Son muchas bandas, pero pocas de estas se conocen fuera de la ciudad. La mayoría de los músicos están deseando tocar donde sea para salir de la ciudad. Muchos de los músicos de sesión en Estocolmo son de Umeå, según Mårten Hagström.
La música de este EP es más simple y más directa que su material más reciente, pero algunos de sus elementos más progresivos están presentes en los cambios de ritmo y la polirritmia, y la forma de Fredrik Thordendal de hacer solos. Tomas Haake llegó a la batería antes de que Meshuggah registrara su primer LP, que fue lanzado en 1991, bajo el nombre de "Contradictions Collapse". La banda había firmado un reparto de la grabación con el sello alemán de Nuclear Blast, que se especializa en lanzamientos de metal. Las canciones en este expediente son mucho más largas y más complicadas en estructura y rítmica. La compañía no hizo nada para promover el álbum, y por lo tanto vendió muy poco. Entre este disco y el siguiente, Jens Kidman decidía concentrarse en cantar, dejando los deberes de la guitarra rítmica a Mårten Hagström.

### Desarrollo de su técnica y "None"
La nueva alineación registró el EP "None" en 1994; su lanzamiento estuvo mejor enfocado. En este momento la compañía vio que la banda tenía cierto potencial de ventas, pero un par de accidentes forzaron a la banda a seguir en silencio durante el resto de ese año. Fredrik Thordendal se cortó la falange de su dedo corazón izquierdo (es carpintero). La yema del dedo fue cosida de nuevo, y actualmente es capaz de, hasta cierto punto, tocar con normalidad. Como si esto no fuera bastante, Tomas Haake también tuvo un accidente en el que se aplastó la mano con una máquina moledora. Por estos accidentes la banda estuvo parada durante varios meses. Registraron el EP "Selfcaged" en abril y mayo de 1994, pero el lanzamiento fue retrasado por un año debido a los accidentes. Enero de 1995 vio a la banda volver al público, cuando se fueron para un corto viaje europeo organizado por la discográfica.

### "Destroy Erase Improve"
Poco después de volver a casa grabaron el álbum "Destroy Erase Improve", y entonces volvieron otra vez a una gira europea de dos meses acompañando a Machine Head. A medio camino del viaje, el bajista Peter Nordin tuvo problemas de salud serios con el nervio del equilibrio en su oído interno. Sufría mareo crónico, y se sentía constantemente como que se caía. Tuvo que volver a su casa en Suecia, dejando la banda de gira sin bajista. El bajista de Machine Head les ofreció ayuda, pero Meshuggah decidió probar como banda de cuatro otra vez. En algunas ocasiones, Fredrik tocó el bajo a través de su equipo de guitarra, en otros fueron con apenas dos guitarras (con Mårten tocando a través de un pichsifter, cambiado la afinación una octava abajo). Cuando Fredrik tocó el bajo incluso tocaba los solos y se preocupaba del tapping. Destroy Erase Improve fue lanzado en mayo de 1995, esta vez con una comercialización más apropiada por la discográfica. En el otoño de 1995, hicieron una breve gira con Clawfinger a través de Escandinavia y de Alemania. Los primeros shows fueron sin un bajista - Peter Nordin ahora había salido de la banda. Un bajista de reemplazo llegó para el concierto en Hamburgo; este era Gustaf Hielm (antes en Charta 77). Durante ese otoño, Meshuggah también estuvo en una gira larga con Hipocrisy.
Durante 1996 Fredrik estaba ocupado en su álbum en solitario. Él también apareció en el álbum de Morgan Agren. Meshuggah registró un demo en el verano, pero la cinta parece haberse perdido en alguna parte. Temprano en 1997 Fredrik todavía estaba ocupado en su álbum, que fue lanzado en marcha a través de los UAE en Escandinavia, y en Japón en abril. Se hicieron unos conciertos ocasionales, algunos de ellos en su ciudad natal de Umeå. La televisión sueca registró el concierto de Umeå en febrero, y una pista del concierto era difundida la semana siguiente. En mayo, la banda volvió para Estocolmo para vivir más cercano a su gerencia y a la industria musical en general. Registraron un nuevo EP, con una pista nueva, "Sane", y tres versiones de "Future Breed Machine", de su álbum último. Lanzaron también el EP "The True Human Design" en otoño con retrasos por parte de la compañía. Alrededor del mismo tiempo, el álbum de Fredrik, "Special Defect: Sol Niger Within", fue lanzado en Estados Unidos. A final de año comenzaron a planear el álbum siguiente. Gustaf Hielm se unió a la banda como miembro permanente en enero de 1998 después de más de dos años como miembro de sesión. El club de fanes suizo incluso vendió un libreto de 36 páginas con cosas del grupo, pero no pudo continuar debido a problemas económicos. En febrero, su sello lanzó "Contradictions Collapse" de nuevo, con cuatro pistas de "None" agregadas. Absolutamente un producto híbrido, pero por lo menos ahora los fanes nuevos podían probar parte del material anterior. También, los rumores del álbum siguiente provocaron rumores de cambio de sello. El título "Chaosphere" era sabido desde mayo, cuando la grabación comenzó.

### "Chaosphere" como obra maestra
Inmediatamente después de grabar el álbum, fueron a EE. UU. para una gira corta. Después de algunos retrasos (otra vez) "Chaosphere", la obra maestra de Meshuggah en brutalidad, finalmente fue lanzada en noviembre. La caracterización de Tomas Haake del álbum, "¡Destroy Erase Improve era precioso y alegre, mientras que Chaosphere no lo es!", era la sensación que prevalecía. Algunos sentían que habían dejado sus elementos dinámicos y progresivos a un lado, mientras que otros pensaron que progresaban naturalmente y se centraban en su sonido original. Meshuggah hizo un viaje cuidadoso de Escandinavia con Entombed después del lanzamiento del álbum. En 1999 comenzaron con una gira firmada y más adelante cancelada de los EE. UU., pero las cosas se enderezaron finalmente, y Meshuggah se fue de gira con Slayer. Su álbum nuevo y los aspectos del directo les consiguieron buenas críticas en la prensa musical de los EE. UU.; Meshuggah realmente daban una gran impresión. En el verano de ese año, había algunas giras aquí y allí en Suecia. Ya en el comienzo de 2000, los rumores de un álbum nuevo aparecieron. Pero en el verano los informes de la banda hablaban de un proceso lento.
Mientras que esperaban el álbum nuevo, los fanes podían gozar del álbum de "Rare Trax", una colección de demos y rarezas, como el EP de "Psykisk Testbild". Este álbum se tomó casi un año para conseguir ser lanzado y no estuvo disponible hasta el otoño de 2001, de modo que solamente tuvo significado esperar para los fanes. Y otra vez, la compañía lanzó el álbum sin las pistas de vídeo, así que el CD tuvo que ser regrabado y substituido. Gustaf Hielm dejó la banda en julio de 2001. No está claro porqué, o si realmente lo despidieron, pero parece que era debido a las tensiones internas con la banda. En cualquier caso, él todavía hace las gira con ellos, así que parece ser solo un tecnicismo. Meshuggah hizo las maletas para una gran gira de los EE. UU., tocando para 100.000 personas en total. No fue hasta marzo de 2002 cuando aparecieron noticias sobre el nuevo disco. Tres pistas fueron registradas como demo, demostrando el nivel siguiente en la evolución de Meshuggah. Las pistas fueron registradas en los estudios caseros de Meshuggah con baterías programadas (basadas sobre el DFH, "Drumkit From Hell-native instruments", samples del kit de batería de Tomas Haake muestreados).

### DFH y guitarras de 8 cuerdas; "Nothing"
La grabación del álbum real comenzó en mayo, y fue acabada en 5 a 6 semanas. Fueron otra vez a los EE. UU. inmediatamente después de acabar la grabación para tocar con la gira de Ozzfest. Meshuggah impresionó a muchedumbres, y también a las otras bandas en el festival. El álbum "Nothing" fue filtrado por alguien cerca de la cadena de la producción hacia Internet en julio. El escape no fue muy conocido, así que cualquier daño parece haber sido realmente limitado. Un mes más adelante, el álbum fue lanzado y se exhibió como muy maduro y con la fuerza de Meshuggah ahora centrándose en ritmos y sonido. La producción era clara y brutal. Las guitarras nuevas de 8 cuerdas llevaron los sonidos incluso a niveles más profundos para machacar la brutalidad. Una banda que se desarrollaba constantemente, Meshuggah dividió de nuevo a sus fanes entre los estáticos y los decepcionados levemente. Después del lanzamiento, Meshuggah fue de nuevo en gira con Tool en los EE. UU. a finales de 2002.
En 2004 sacan a la venta el EP "I" con el sello Fractured Transmitter Records con una sola canción de 21 minutos de duración, aunque muchos pueden pensar que se tratan de varias canciones muy hábilmente empalmadas, al estilo del disco en solitario de su guitarrista Fredrik Thordendal "Special Defects: Sol Niger Within". El disco es uno de los cortes más brutales de su carrera, tanto por velocidad como por contundencia, pero manteniendo el interés en todo momento, sin caer en cierta monotonía y homogeneidad que restaban algo de interés a sus dos últimos LP anteriores. Posiblemente llegando a las más altas cotas de complejidad de ejecución de su carrera, al menos en lo que a su velocidad respecta, hasta el punto que parece imposible que estas baterías programadas se puedan ver plasmadas en directo por Tomas Haake. Este EP parece más bien como una prueba para perfilar el sonido de su siguiente LP, para acabar de empacar y encontrar su sitio en la banda con las guitarras de 8 cuerdas, que ahora suenan más coherentes, definidas, y en definitiva agradables desde el punto de vista tanto acústico como compositivo.

### Consagración de Meshuggah, "Catch Thirty-Three"
El disco de larga duración "Catch Thirty Three" sale al mercado en el año 2005, en la misma línea sonica que el EP "I", con una producción más pulida, incluso en la experimentación en cuanto a cortes o separación de canciones. Demuestran una vez más que pueden seguir evolucionando y mejorando, aun cuando ya estaban en lo más alto, en cuanto a metal experimental a la par que contundente se refiere. Recuperan cierta dinámica, con pasajes suaves muy esporádicos para añadir el contraste necesario para golpear con su música. Aunque suaves, no significan optimistas o alegres, sino lo contrario, oscuros, desgarradores, caóticos y ciertamente muy perturbadores, en ellos se ve una verdadera innovación musical que eleva a Meshuggah a una banda que hace historia.

### obZen
El álbum obZen es donde, con una visión futura, retomaron trabajos posteriores. El primer track de obZen es "Combustion", una canción que marca una pauta fuera de contexto con guitarras intrincadas y, mayormente, ritmos binarios en la batería. "Lethargica" es una vuelta a "Catch 33" pero su apuesta por el rock matemático intrincado con bases de groove metal está impresa en "Bleed", su primer sencillo.

### Alive
El 5 de febrero de 2010, lanzan un pack compuesto por un DVD y un CD de la gira promocional del disco "obZen", llamada "ALIVE", el cual captura presentaciones en distintas partes, como por ejemplo: Montreal (Canadá), Tokio (Japón), Nueva York (Estados Unidos). Esta se trata de su primera entrega en vivo.

### Koloss
Este es el nuevo disco que fue lanzado por la banda el 27 de marzo de 2012. Según dijo su baterista Tomas Haake, el sonido del disco tiene un aspecto innovador como han venido haciendo en toda su trayectoria y lo caracterizó con un sonido fuerte, que siendo Meshuggah, es lo primero que se espera.

### The Violent Sleep of Reason
Tras cuatro años de parón, la banda sueca lanzó un nuevo disco de estudio. Salió a la venta el 7 de octubre de 2016 a través de la discográfica Nuclear Blast. El título del disco está inspirado en el grabado de Francisco de Goya llamado "El sueño de la razón produce monstruos". El concepto del álbum y de las letras trata sobre terrorismo, ideas extremas o dogmas religiosos. En esta ocasión, la banda sigue explorando el sonido que ya venía desarrollando en "Koloss", con riffs muy pesados y solos de guitarra agudos. La crítica lo ha recibido con división de opiniones. Algunos lo han considerado la deconstrucción total de la música metal y un álbum perfecto, mientras que otros han hablado de un disco con "poca inspiración".

## Legado e influencias
Artistas como Animals As Leaders, God Forbid, Devin Townsend (y Strapping Young Lad), Deftones, Lamb Of God, Threat Signal, 10 Years, Lacuna Coil, Tool y Steven Wilson (con Porcupine Tree) han citado a Meshuggah como influencia. En el folleto del interior del disco Destroy Erase Improve, la banda cita inspiraciones musicales como Metallica, Cynic, Death, Slayer, Megadeth, Tori Amos, Björk, Steely Dan, Earth Wind and Fire, Nirvana, Primus y Mike Oldfield. En el folleto de "Contradictions Collapse", la banda anota: 'All the music of the world for inspiration!' ("¡Toda la música del mundo como inspiración!").

## Miembros

### Miembros actuales

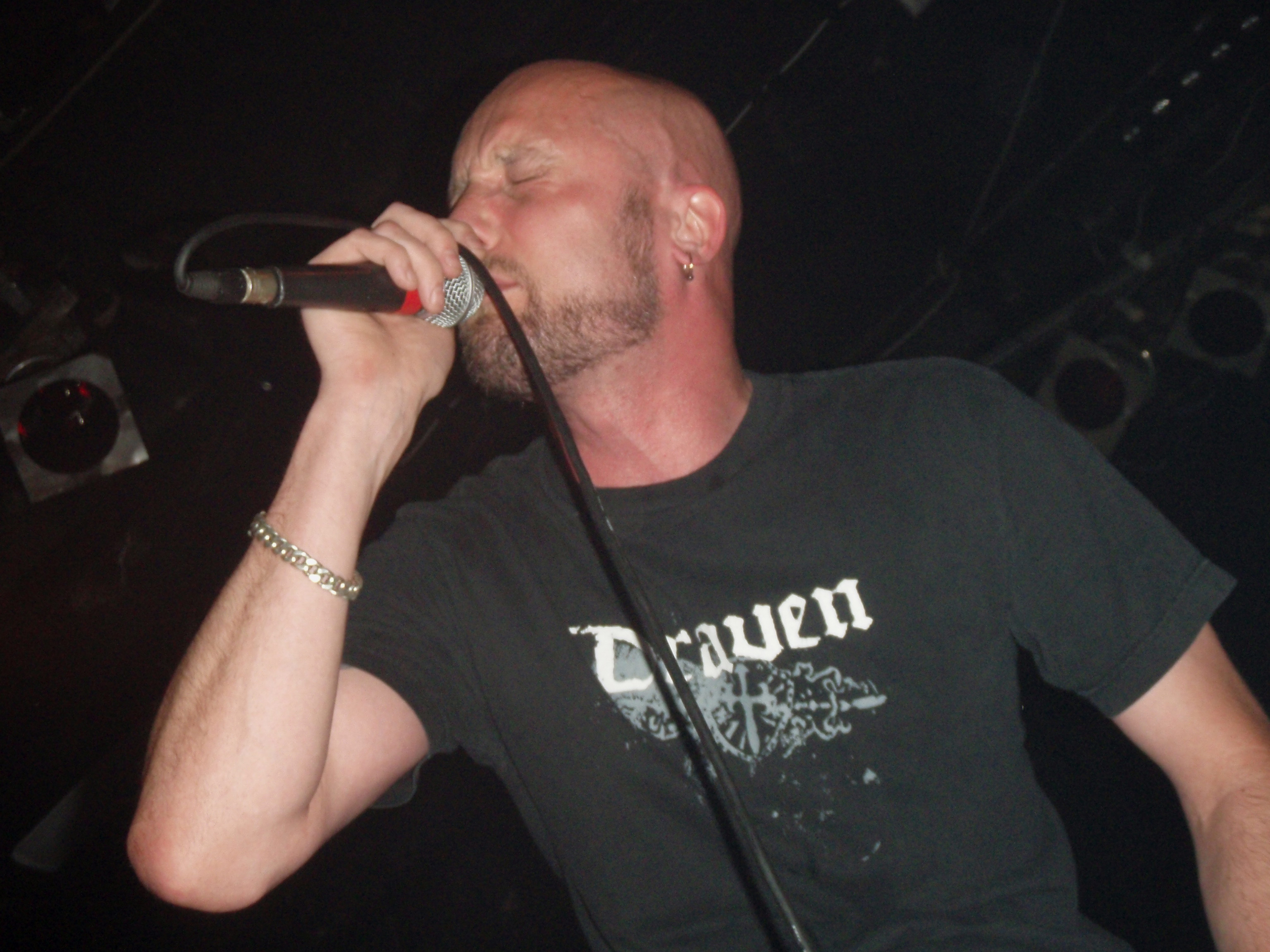
Jens Kidman voz 1987 - actualidad
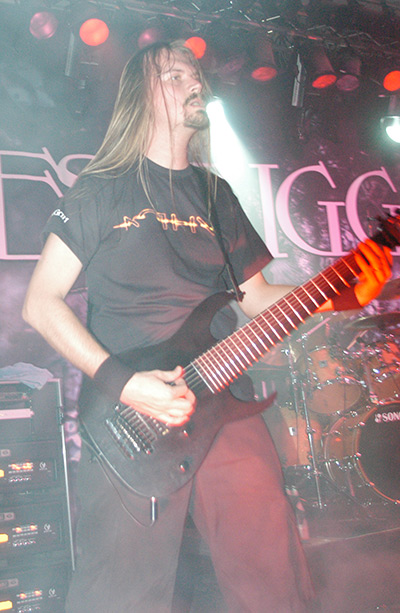
Fredrik Thordendal guitarra 1987 - actualidad
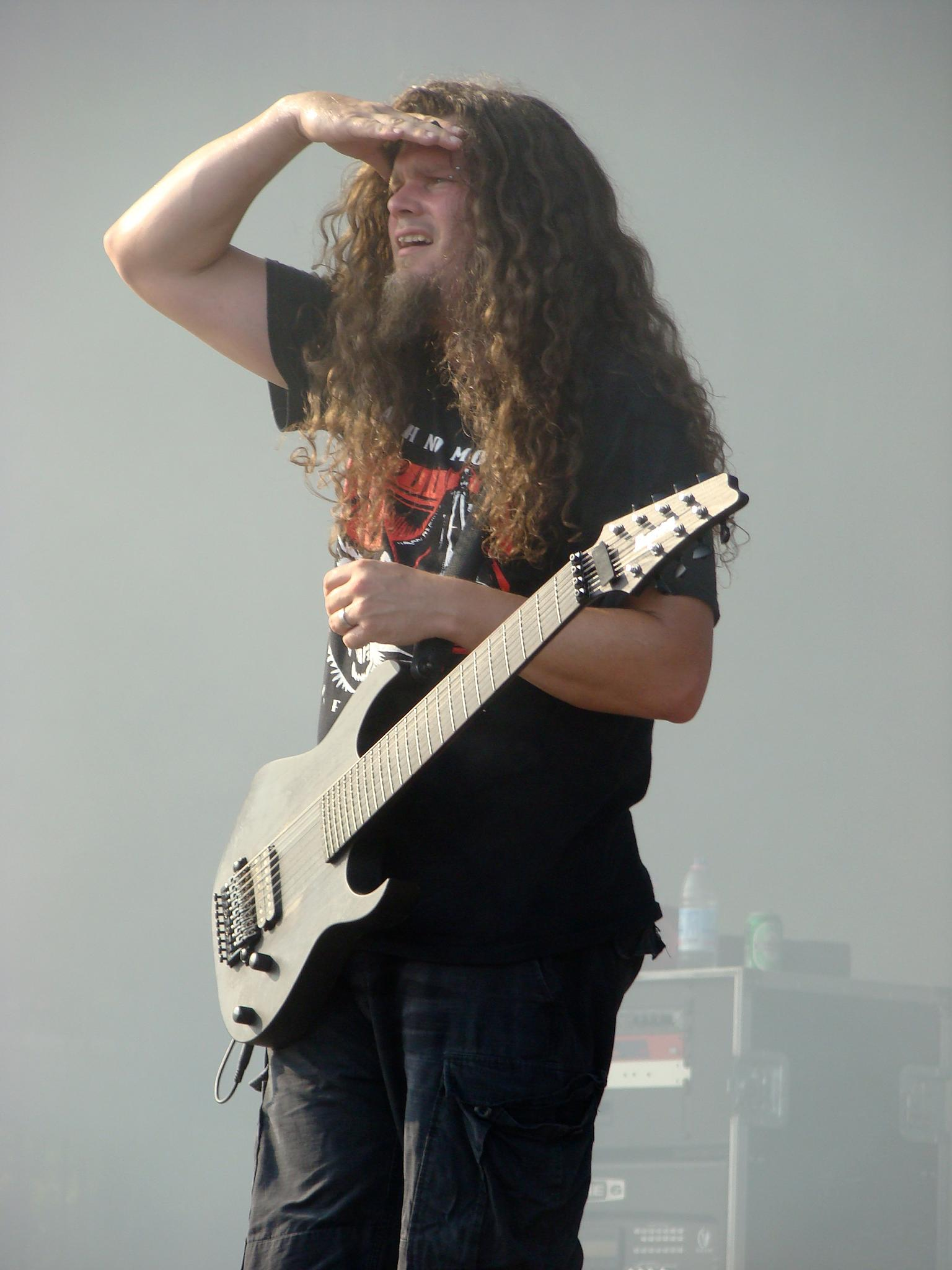
Mårten Hagström guitarra 1994 - actualidad
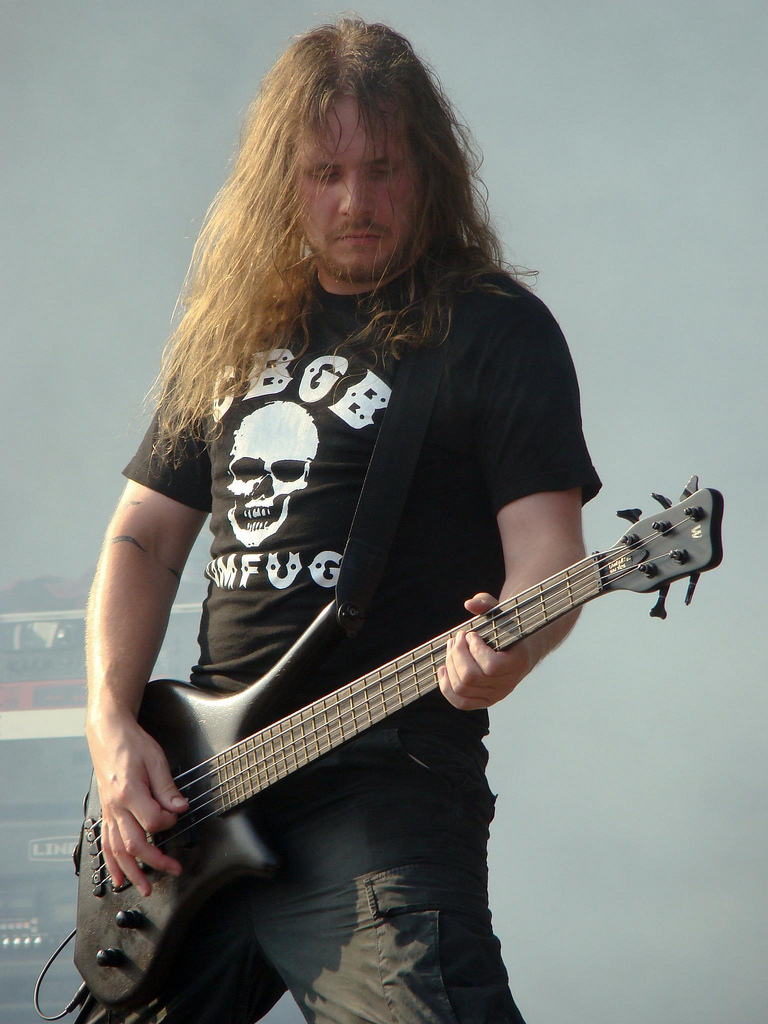
Dick Lövgren bajo 2004 - actualidad
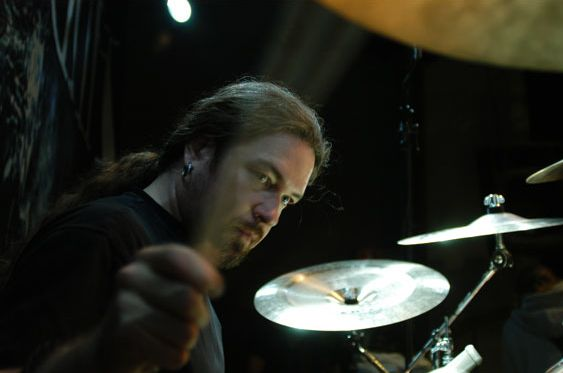
Tomas Haake batería 1990 - actualidad

### Miembros pasados
- Peter Nordin - Bajo (de Meshuggah hasta Destroy Erase Improve)
- Gustaf Hielm - Bajo (de The True Human Design hasta Nothing)
- Niklas Lundgren - Batería (en Meshuggah)
- Ambröxx - Guitarra

## Discografía

### Álbumes de estudio
- Contradictions Collapse - 1991
- Destroy Erase Improve - 1995
- Chaosphere - 1998
- Nothing - 2002
- Catch Thirty-Three - 2005
- obZen - 2008
- Koloss - 2012
- The Violent Sleep of Reason - 2016
- Immutable - 2022

### EPsde estudio
- Metallien (como Metallien) - 1985
- Psykisk Testbild - 1989
- None - 1994
- I - 2004

### Discos recopilatorios
- Selfcaged - 1995
- The True Human Desing - 1997
- PitchBlack - 2013

## Videografía

### DVD
- ALIVE - 2010 (también a la venta en CD)
- The Ophidean Trek - 2014